# Jeongjong (Goryeo)
Jeongjong (né en 923 et mort le 13 avril 949) est le troisième roi de la Corée de la dynastie Goryeo. Il a régné du 23 octobre 945 à sa mort.

## Biographie
Il monte sur le trône après la mort de son demi-frère Hyejong. Il réussit à réduire le pouvoir de certains de ses beaux-parents, mais manquant de soutiens forts, il n'arrive pas à consolider le trône. 
En 946, il dépense 70 000 sacs de grains pour étendre le bouddhisme dans le pays. 
En 947, il édifie la forteresse de Pyongyang (actuelle capitale de la Coréen du Nord) et en fait la capital occidentale du pays. 
Devenant paranoïaque il craint les personnes du palais, qui conspireraient contre lui pour le tuer. Avant de mourir, il signe un décret déclarant son frère le prince Wang So (connu sous le nom de Gwangjong) héritier, évinçant ainsi son propre fils. 

## Famille
- Père : Taejo de Goryeo (고려 태조)
- - Grand-père : Sejo de Goryeo (고려 세조)
  - Grand-mère :  Reine Wisuk (위숙왕후)
- Mère : Reine Sinmyeongsunseong
  - Grand-père : Geung-dal (유긍달)
- Epouses et enfants : 
  1. Reine Mungong (문공왕후 박씨)
  2. Reine Munseong (문성왕후 박씨):
    1. Prince Gyeongchunwon (경춘원군)
    2. Princesse Wang (공주 왕씨)